# Lincoln Village (Ohio)
Lincoln Village é uma Região censo-designada localizada no estado norte-americano do Ohio, no Condado de Franklin.

## Demografia
Segundo o censo norte-americano de 2000, a sua população era de 9482 habitantes.

## Geografia
De acordo com o United States Census Bureau tem uma área de 4,8 km², dos quais 4,8 km² cobertos por terra e 0,0 km² cobertos por água.

## Localidades na vizinhança
O diagrama seguinte representa as localidades num raio de 8 km ao redor de Lincoln Village.